# Gongzhuling
Gongzhuling (chiń. 公主岭; pinyin Gōngzhǔlǐng) – miasto na prawach powiatu w północno-wschodnich Chinach, w prowincji Jilin, w prefekturze miejskiej Siping. W 1999 roku liczba mieszkańców miasta wynosiła 1 030 322.